# Texas State Capitol

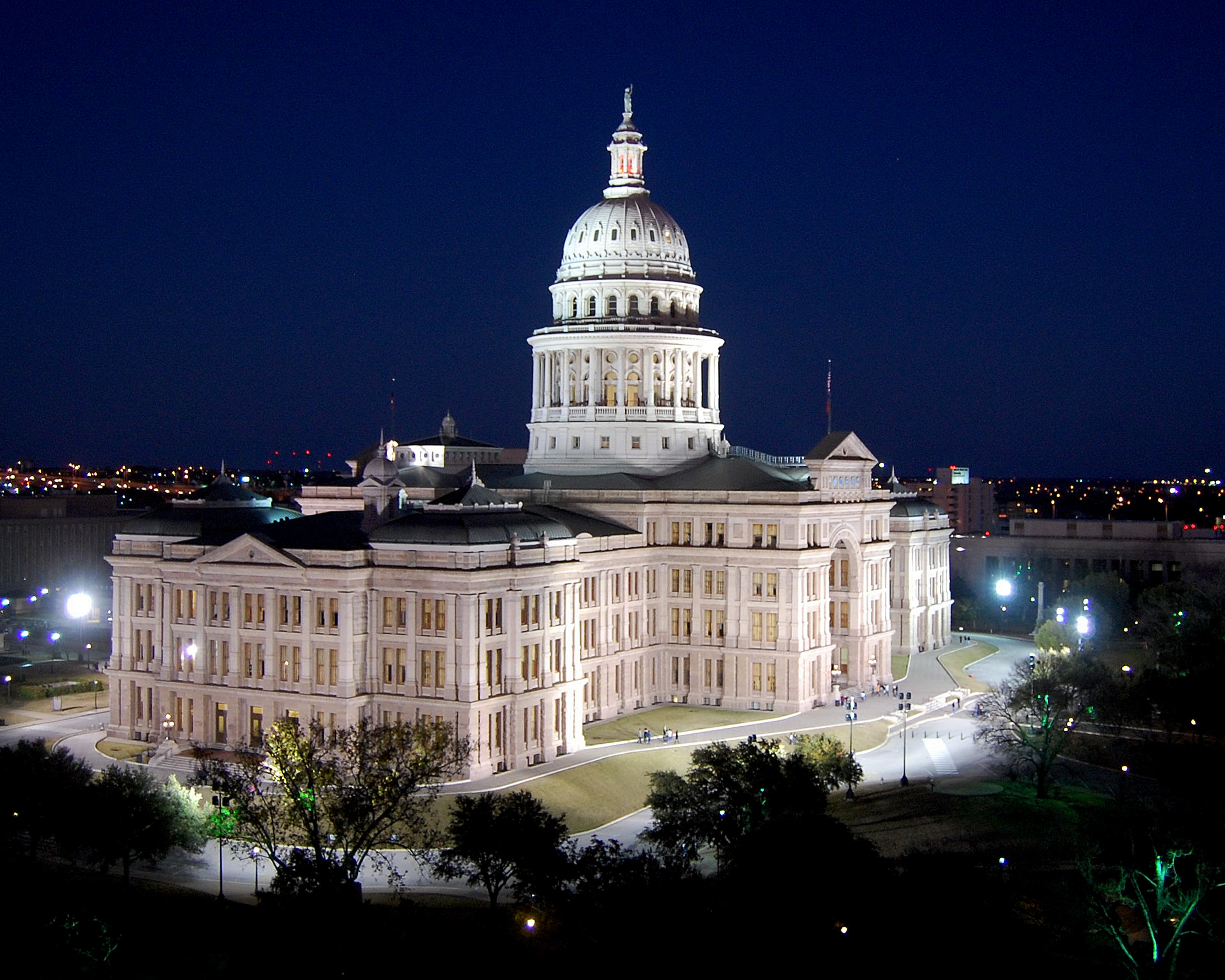
Der Komplex des texanischen Kapitols bei Nacht

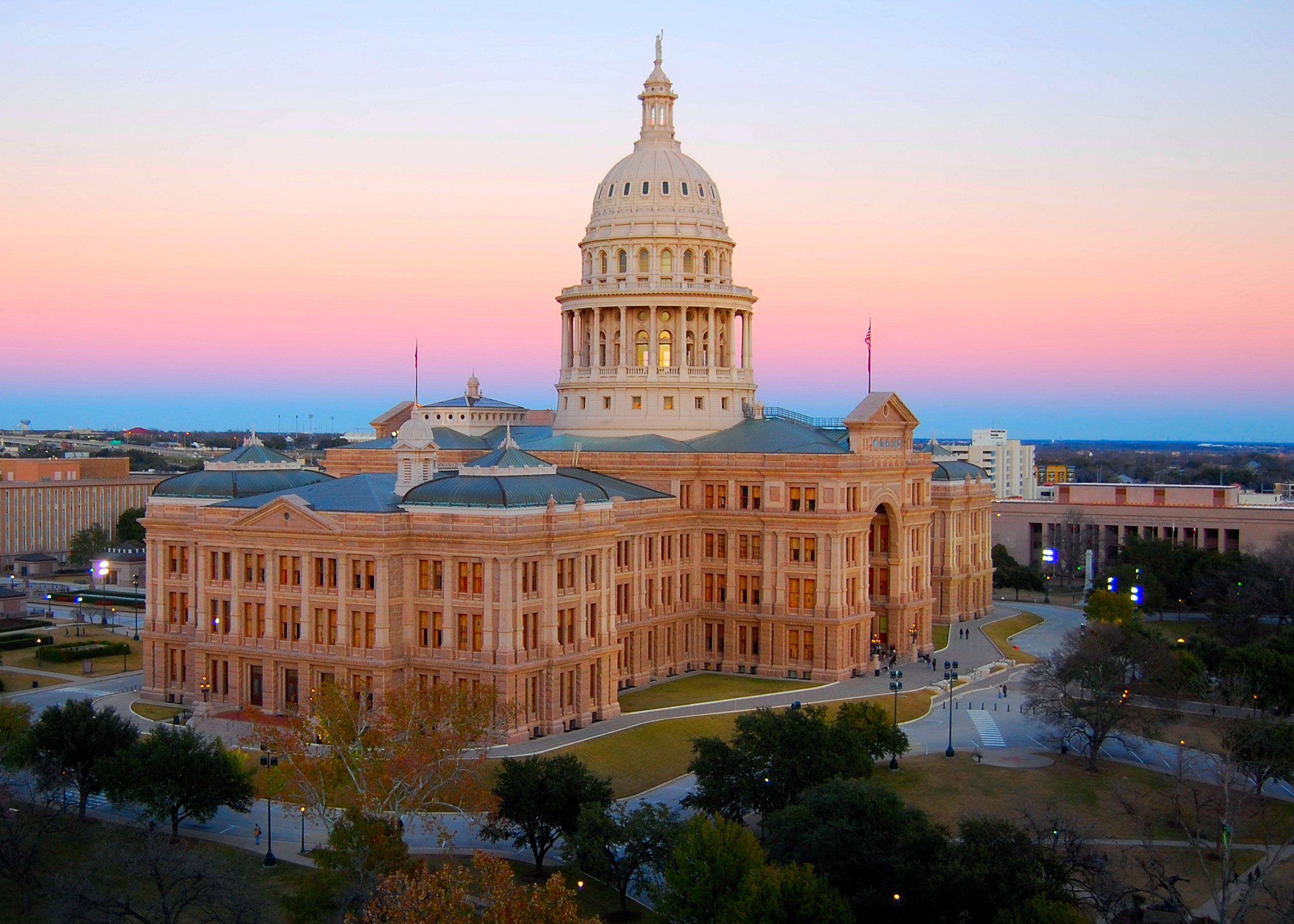
Das Texas State Capitol in Austin, TX

Das Kapitol des US-Bundesstaates Texas (englisch Texas State Capitol) in der texanischen Hauptstadt Austin ist das Parlamentsgebäude der texanischen Staatslegislative (Texas Legislature) und beherbergt die Büros und Plenarsäle von Repräsentantenhaus und Senat sowie das Büro des Gouverneurs des Bundesstaates. Das durch den Architekten Elijah E. Myers geplante Gebäude wurde zwischen 1882 und 1888 erbaut. Eine 75 Millionen Dollar teure unterirdische Erweiterung und gleichzeitige Restaurierung wurde im Jahr 1993 abgeschlossen.
Seit Juni 1970 ist das Texas State Capitol als Bauwerk im National Register of Historic Places eingetragen. Im Juni 1986 erhielt das Gebäude den Status eines National Historic Landmarks zuerkannt. Das texanische Kapitol ist mit 92,24 Metern Höhe das sechsthöchste aller Bundesstaatskapitole der USA und zugleich höher als das US-Kapitol in Washington, D.C.